# 馬歇爾島 (緬因州)
馬歇爾島（英語：Marshall Island）是位於美國緬因州漢考克縣的一個未組織地區。

## 地方資料
馬歇爾島的面積為14.10平方千米，當中陸地面積為4.05平方千米，而水域面積為10.05平方千米。根據2020年美國人口普查的數據，當地共有人口0人，而人口密度為每平方千米0人。